# Jänisjoki
Der Jänisjoki (russisch Янисйоки) ist ein Fluss in Finnland und in Russland.
Der Fluss hat seinen Ursprung im See Aittojärvi in der finnischen Landschaft Nordkarelien.
Er fließt in überwiegend südlicher Richtung.
Bei Värtsilä passiert er die russische Grenze und durchfließt anschließend den See Jänisjärvi.
Nach 95 km mündet der Jänisjoki in den Ladogasee.
Am Fluss liegen am Unterlauf zwischen Jänisjärvi und Ladogasee drei Stromschnellen, Hämekoski, Leppäkoski und Läskelänkoski, an welchen nun Wasserkraftwerke stehen:
| Name      | russ. Bezeichnung | Fertig- stellung | Leistung in MW |
| --------- | ----------------- | ---------------- | -------------- |
| Hämekoski | Хямекоски ГЭС-21  | 2007             | 2,68           |
| Harlu     | Харлу ГЭС-22      | 2007             | 3,00           |
| Läskelä   | Ляскеля ГЭС       | 2011             | 4,80           |